# Руис, Фабио
Фабио Руис Винахерас (исп. Fabio Ruiz Vinajeras; 7 августа 1927, Гавана — не позднее 2009) — кубинский баскетболист. Участник летних Олимпийских игр 1948 и 1952 годов, бронзовый призёр Центральноамериканских и Карибских игр 1950 года.

## Биография
Фабио Руис родился 7 августа 1927 года в кубинском городе Гавана.
В 1948 году вошёл в состав сборной Кубы по баскетболу на летних Олимпийских играх в Лондоне, занявшей 13-е место. Провёл 4 матча, набрал 38 очков (20 в матчах со сборной Ирана, 13 — с Ирландией, 5 — с Аргентиной).
В 1950 году завоевал бронзовую медаль баскетбольного турнира Центральноамериканских и Карибских игр в Гватемале.
В 1952 году вошёл в состав сборной Кубы по баскетболу на летних Олимпийских играх в Хельсинки, поделившей 13-16-е места. Провёл 6 матчей, набрал 39 очков (18 в матчах со сборной Бельгии, 9 — с Чили, 7 — с Египтом, 4 — с Францией, 1 — с Болгарией).
Умер не позднее 2010 года.